# Franjo Glaser
Franjo Glaser (Osijek, 7. siječnja 1913. – Zagreb, 1. ožujka 2003.), bio je hrvatski nogometni reprezentativac i nogometni trener.

## Igračka karijera

### Klupska karijera
Branio je za Hajduka iz Sarajeva, Slaviju iz Osijeka, BSK iz Beograda, Građanskog iz Zagreba, Partizana iz Beograda i Mornara iz Splita, čijim je bio i suosnivačem. Prestao je aktivno igrati 1948. godine.

### Reprezentativna karijera
Nastupio 35 puta u A i 1 put u B, kao i 6 puta neslužbeno za Jugoslaviju; zatim 11 puta za Hrvatsku, 26 puta za BLP (Beogradski loptački podsavez) i 15 puta za momčad ZNP (Zagrebački nogometni podsavez).

## Trenerska karijera
Bio je trener u beogradskom Partizanu, splitskom Mornaru, zagrebačkom Dinamu, mostarskom Veležu, banjolučkom Borcu, Rudaru iz Breze, Bratstvu iz Novog Travnika, Osijeku (pod ondašnjim imenom Proleter), Slogi iz Doboja, Rijeci (pod ondašnjim imenom Kvarner), zagrebačkoj Trešnjevci, te u austrijskom Klagenfurtu (u Kapfenbergu), Zagrebu i Ljubljani.

## Zanimljivosti
- Bio je poznat i kao tenisač.
- Svojedobno je bio proglašen jednim od deset najboljih nogometnih vratara na svijetu.

## Vanjske poveznice
- Članak u "Vjesniku"[neaktivna poveznica] Uvijek na pravom mjestu
- Članak u "Vjesniku" O velikom sportašu, dragom čovjeku i prijatelju Franji Glaseru